# 린 폰탠
린 폰탠(영어: Lynn Fontanne, 1887년 12월 6일 ~ 1983년 7월 30일)은 영국 태생의 미국 배우이다. 토니상과 에미상을 수상했다.

## 출연 작품
- 스테이지 도어 캔틴 (1943)
- 근위병 (1931)